# 남면 (김천시)

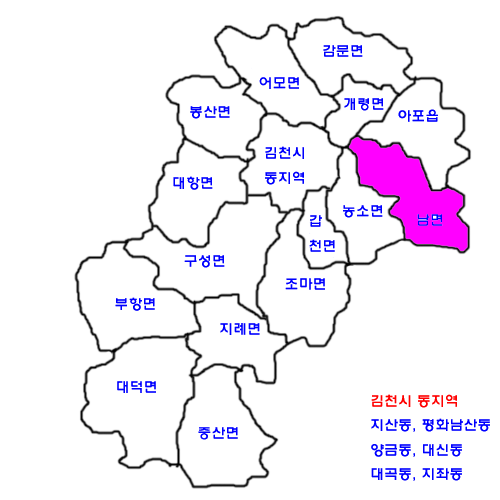
남면의 위치

남면(南面)은 경상북도 김천시 북동부의 면이다. 명칭과 달리 김천시 남부가 아닌, 동부 지역에 있다. 2010년 11월 1일 옥산리에 김천(구미)역이 설치되었다.

## 개요
김천시 북동부에 있어서 구미시와 칠곡군 북삼읍, 성주군 초전면과 접경을 이루며, 특히 김천혁신도시의 중심부에 있다. 중부내륙고속도로와 국도 제4호선이 지나고, KTX 역사인 김천(구미)역, 동김천 나들목, 남김천 나들목 등 2개의 나들목이 위치함으로써 김천시의 관문 역할을 하고 있다. 웅장하게 솟은 금오산자락에서 흘러내린 물은 “오봉저수지”를 형성하여 수상스키 등 전국 동호인 및 대학생들의 교육장으로 활용되고 있어 명실상부한 “수상레포츠타운”으로 거듭나고 있다.

## 연혁
- 조선시대 : 개령현 적현면(옥산, 오봉, 봉천, 초곡, 운남, 용전)과 남면 (송곡, 운곡, 월명, 부상)의 2개면
- 1914년 : 김산군 남면으로 통합하고 관내 동을 개편하여 10개동으로 관할
- 1946년 : 운남동 종상에 있던 적현면사무소를 폐쇄하고 옥산에 신설
- 1945년 : 남면 옥산리 492번지에 청사를 건립(구청사)
- 1949년 : 김천군에서 금릉군 남면으로 개편
- 1978년 : 현 청사 건립(건물면적 372.80m2)
- 1995년 : 김천시와 금릉군이 통합하여 김천시 남면으로 개편
- 2014년 1월 2일 : 용전리 일원과 운남리, 옥산리, 봉천리, 초곡리 일부가 율곡동으로 편입[1]

## 행정 구역
| 법정리 | 행정리           | 비고                   |
| ------ | ---------------- | ---------------------- |
| 봉천리 | 봉천1리, 봉천2리 |                        |
| 부상리 | 부상1리, 부상2리 |                        |
| 송곡리 | 송곡1리, 송곡2리 |                        |
| 오봉리 | 오봉1리, 오봉2리 |                        |
| 옥산리 | 옥산1리, 옥산2리 | 면 행정복지센터 소재지 |
| 운곡리 | 운곡리           |                        |
| 운남리 | 운남1리, 운남2리 |                        |
| 월명리 | 월명1리, 월명2리 |                        |
| 초곡리 | 초곡리           |                        |

## 교육
- 부상초등학교 (폐교) : 남면 부상리 555-12
- 율빛유치원 (구 농남중학교)